# Christophe Paou
Christophe Paou est un acteur français, né le 25 février 1969 à Blois.

## Biographie
Après ses études, Christophe Paou rentre à l’École supérieure de réalisation audiovisuelle (ESRA), option réalisation, prend des cours de comédie à l’école d’art dramatique de Jean Périmony et se forme à la Ligue d'improvisation française (LIF).
Il fait ses débuts professionnels sur scène, dès la fin des années 1990, dans Le Voyage d’Hindbab de Jean-Louis Auffret. Il rejoint le collectif Les Possédés et enchaîne les pièces, parmi lesquelles : Le Médecin malgré lui de Molière ; Requiem pour un enfant sage d'après Franz Xaver Kroetz ; Liliom de Ferenc Molnár, au Nouveau théâtre d'Angers ; Perplexe de Marius von Mayenburg, mise en scène Frédéric Bélier-Garcia, au Théâtre du Rond-Point ; Platonov d'après Anton Tchekhov, au Théâtre national de la Colline.
Après quelques apparitions dans des productions télévisées, signées entre autres par Serge Moati et Pierre Granier-Deferre, il joue des rôles secondaires sous la direction des frères Arnaud et Jean-Marie Larrieu (Un homme, un vrai, Le Voyage aux Pyrénées, Les Derniers Jours du monde), mais c’est son rôle de Michel, beau ténébreux assassin de L'Inconnu du lac d'Alain Guiraudie qui le fait connaître. Le film, présenté au Festival de Cannes reçoit le prix de la mise en scène de la sélection Un certain regard.
Il a aussi écrit et réalisé deux courts-métrages, Né un 28 juin et FiLs.

## Filmographie

### Cinéma

#### Longs métrages
- 2001 : L'Affaire du collier (The Affair of the Necklace) de Charles Shyer : Pierre Charron
- 2003 : Un homme, un vrai d'Arnaud et Jean-Marie Larrieu : le comédien
- 2007 : Faut que ça danse ! de Noémie Lvovsky : un professeur
- 2007 : Cap Nord de Sandrine Rinaldi
- 2007 : La Fabrique des sentiments de Jean-Marc Moutout : un avocat
- 2008 : Le Voyage aux Pyrénées d'Arnaud et Jean-Marie Larrieu : le masseur
- 2009 : Les Derniers Jours du monde d'Arnaud et Jean-Marie Larrieu : Pascal
- 2012 : Comme un chef de Daniel Cohen : le sommelier
- 2013 : L'Inconnu du lac d'Alain Guiraudie : Michel
- 2013 : Gare du Nord de Claire Simon : Gaspard
- 2014 : La Chambre interdite (The Forbidden Room) de Guy Maddin et Evan Johnson : le prisonnier ukrainien
- 2015 : Hantise de Dominique Baumard : Vincent
- 2015 : Je suis à vous tout de suite de Baya Kasmi : le troisième amant
- 2015 : La Marcheuse de Naël Marandin : Marc le policier
- 2017 : Cornélius, le meunier hurlant de Yann Le Quellec : Gazagnol
- 2019 : Synonymes de Nadav Lapid : Raphaël
- 2019 : Je voudrais que quelqu'un m'attende quelque part d'Arnaud Viard : Thierry
- 2019 : Une part d'ombre de Samuel Tilman : Marco
- 2021 : Oranges sanguines de Jean-Christophe Meurisse
- 2021 : Vous ne désirez que moi de Claire Simon
- 2023 : La Syndicaliste de Jean-Paul Salomé: Arnaud Montebourg
- 2023 : Le Tableau volé de Pascal Bonitzer : L'homme au col roulé
- 2024 : Le Médium d'Emmanuel Laskar : Lorenzo
- 2024 : Fotogenico de Marcia Romano et Benoît Sabatier : Raoul

#### Courts et moyens métrages
- 2001 : La Femme au chapeau d’Éric Baillie : Paul
- 2004 : Le Voisin de Méliès d’Élie Girard
- 2004 : Né un 28 juin de Christophe Paou
- 2008 : FiLs de Christophe Paou
- 2009 : Les magasins ne réfléchissent pas la nuit de Frédéric Bouvier : le capitaine
- 2010 : Mi-molle de Camille Picquet
- 2014 : Hantise (Coma) de Dominique Baumard

- 2020 : Candice à la facde François Labarthe
- 2022 : Élancourt Mambode Romain André
- 2023 : Les leçons nocturnes de Tito Gonzalez Garcia
- 2023 : Crushde Sonia Buchman
- 2025 : Christian dans le métro de Frédéric Da

### Réalisations
- 2004 : Né un 28 juin + scénario et montage (court-métrage)
- 2008 : FiLs + scénario et montage (court-métrage)

### Télévision

#### Téléfilms
- 1999 : Maison de famille de Serge Moati : un serveur
- 1999 : Les Complices de Serge Moati : un gendarme
- 1999 : Les Mômes de Patrick Volson : le médecin
- 2001 : Jésus de Serge Moati : l'apôtre Pierre
- 2003 : Déjà 20 ans de Bruno Garcia

#### Séries télévisées
- 2000 : Police District, épisode Petite cousine de Jean-Teddy Filippe
- 2001 : Maigret, épisode Maigret et la fenêtre ouverte de Pierre Granier-Deferre : Michel Rivière
- 2001 : Sami, épisode Sami le pion de Patrice Martineau : un pion
- 2009 : Au siècle de Maupassant: Contes et nouvelles du XIXe siècle, épisode La Cagnotte de Philippe Monnier : le gardien de la paix
- 2014 : Fais pas ci, fais pas ça, épisode Naturisme et découverte de Cathy Verney : Carlos
- 2016 : Cannabis de Lucie Borleteau (mini-série) : Morphée
- 2021 : Mixte : Raoul Pichon
- 2023 : Irrésistible : Frédéric Morbier

### Assistant réalisateur
- 1998 : Regards d’enfance, dans l’épisode Maximum vital de François Rossini

## Théâtre

### Comédien
| - 1997 : Le Voyage d’Hindbab de Jean-Louis Auffret, mise en scène de l’auteur, en tournée - 1998 : Le Désert de l'amour d'après François Mauriac, mise en scène Sam Young, Théâtre Nanterre-Amandiers - 2000 : Le Médecin malgré lui de Molière, en tournée - 2002 : Le Cri de la feuille de Christian Bujeau, mise en scène de l’auteur, Comédie de la Passerelle à Paris - 2004-2006 : Célibataires de Rodolphe Sand et David Talbot, mise en scène Rodolphe Sand - 2006-2008 Le Pays lointain de Jean-Luc Lagarce, mise en scène Rodolphe Dana, théâtre Garonne, Festival d'automne à Paris, en tournée - 2007-2008 : Derniers remords avant l'oubli de Jean-Luc Lagarce, mise en scène Rodolphe Dana, théâtre Garonne, Festival d'automne à Paris, en tournée - 2008 : Requiem pour un enfant sage (T’as bougé) d'après Franz Xaver Kroetz, mise en scène Mikaël Serre, La Rose des Vents à Villeneuve-d'Ascq - 2009 : Liliom de Ferenc Molnár, mise en scène Frédéric Bélier-Garcia, Nouveau théâtre d'Angers, en tournée | - 2009-2011 : Merlin ou la Terre dévastée de Tankred Dorst, mise en scène Rodolphe Dana, Théâtre national de la Colline, en tournée - 2011-2013 : Bullet Park d'après John Cheever, mise en scène Rodolphe Dana, Théâtre Vidy-Lausanne, en tournée - 2013-2014 : Perplexe de Marius von Mayenburg, mise en scène Frédéric Bélier-Garcia, Nouveau théâtre d'Angers, Théâtre du Rond-Point - 2013-2015 : Au beau milieu de la forêt de Katja Hunsinger, mise en scène de l’auteur, Monfort-Théâtre - 2014 : Regarde le lustre et articule, création collective, mise en scène Jean-Christophe Meurisse, Théâtre du Rond-Point - 2014-2015 : Platonov d'après Anton Tchekhov, mise en scène Rodolphe Dana, Théâtre national de la Colline, en tournée - 2016 : Constellations de Nick Payne, mise en scène Marc Paquien, Théâtre du Petit Saint-Martin - 2018 : Douce amère de Jean Poiret, mise en scène Michel Fau, Théâtre des Bouffes-Parisiens - 2019 : La Dame de chez Maxim de Georges Feydeau, mise en scène Zabou Breitman, théâtre de la Porte Saint Martin - 2020 : La peste c'est Camus, la grippe est-ce Pagnol? de Chiens de Navarre, mise en scène Jean-Christophe Meurisse, théâtre des Bouffes du Nord - 2021 : Isabelle de Joachim Latarjet, mise en scène Joachim Latarjet, théâtre Montfort - 2022 : Prenez garde à son petit couteau de Cie l'heure avant l'aube, mise en scène Céline Furher et Jean-Luc Vincent, théâtre Montfort - 2022 : Bande magnétique de Raphaël, mise en scène Guillaume Vincent, en tournée |